# Gianfranco Brancatelli
Gianfranco Brancatelli (Turim, 18 de Janeiro de 1950) é um ex-automobilista italiano. Brancatelli falhou nas três tentativas que teve para disputar um GP de Fórmula 1.